# Giải vô địch bóng đá thế giới 2022 (Bảng B)
Bảng B của giải vô địch bóng đá thế giới 2022 sẽ diễn ra từ ngày 21 đến ngày 29 tháng 11 năm 2022. Bảng này bao gồm Anh, Iran, Hoa Kỳ và Wales. Hai đội tuyển hàng đầu sẽ giành quyền vào vòng 16 đội.
Bảng B có thể nói là "bảng tử thần" cho một kỳ World Cup, bởi các đội có thứ hạng cao trên bảng xếp hạng FIFA nằm chung một bảng đấu, ngoài ra còn có những cuộc xung đột chính trị như quan hệ Iran – Anh và quan hệ Iran – Hoa Kỳ.

## Các đội tuyển
| Vị trí bốc thăm | Đội tuyển | Nhóm | Liên đoàn | Tư cách vòng loại                       | Ngày vượt qua        | Tham dự chung kết | Tham dự cuối cùng | Thành tích tốt nhất lần trước            | Bảng xếp hạng FIFA | Bảng xếp hạng FIFA |
| Vị trí bốc thăm | Đội tuyển | Nhóm | Liên đoàn | Tư cách vòng loại                       | Ngày vượt qua        | Tham dự chung kết | Tham dự cuối cùng | Thành tích tốt nhất lần trước            | Tháng 3 năm 2022   | Tháng 10 năm 2022  |
| --------------- | --------- | ---- | --------- | --------------------------------------- | -------------------- | ----------------- | ----------------- | ---------------------------------------- | ------------------ | ------------------ |
| B1              | Anh       | 1    | UEFA      | Nhất bảng I khu vực châu Âu             | 15 tháng 11 năm 2021 | 16 lần            | 2018              | Vô địch (1966)                           | 5                  | 5                  |
| B2              | Iran      | 3    | AFC       | Nhất bảng A vòng 3 khu vực châu Á       | 27 tháng 1 năm 2022  | 6 lần             | 2018              | Vòng bảng (1978, 1998, 2006, 2014, 2018) | 21                 | 20                 |
| B3              | Hoa Kỳ    | 2    | CONCACAF  | Hạng ba khu vực Bắc, Trung Mỹ và Caribe | 3 tháng 6 năm 2022   | 11 lần            | 2014              | Hạng ba (1930)                           | 15                 | 16                 |
| B4              | Wales     | 4    | UEFA      | Thắng flay-off nhánh A khu vực châu Âu  | 5 tháng 6 năm 2022   | 2 lần             | 1958              | Tứ kết (1958)                            | 18                 | 19                 |

Ghi chú
1. ↑  Bảng xếp hạng vào Tháng 3 năm 2022 sẽ được sử dụng làm hạt giống cho buổi lễ bốc thăm.

## Bảng xếp hạng
| VT | Đội    | ST | T | H | B | BT | BB | HS | Đ | Giành quyền tham dự                 |
| -- | ------ | -- | - | - | - | -- | -- | -- | - | ----------------------------------- |
| 1  | Anh    | 3  | 2 | 1 | 0 | 9  | 2  | +7 | 7 | Đi tiếp vào vòng đấu loại trực tiếp |
| 2  | Hoa Kỳ | 3  | 1 | 2 | 0 | 2  | 1  | +1 | 5 | Đi tiếp vào vòng đấu loại trực tiếp |
| 3  | Iran   | 3  | 1 | 0 | 2 | 4  | 7  | −3 | 3 |                                     |
| 4  | Wales  | 3  | 0 | 1 | 2 | 1  | 6  | −5 | 1 |                                     |

Ở vòng 16 đội:
- Đội nhất bảng B sẽ đấu với đội nhì bảng A.
- Đội nhì bảng B sẽ đấu với đội nhất bảng A.

## Các trận đấu
Tất cả thời gian được liệt kê là địa phương, AST (UTC+3).

### Anh vs Iran
Hai đội chưa từng gặp nhau. Đây là lần đầu tiên hai đội gặp nhau trong một trận bóng đá.
Trận đấu bị hoãn bảy phút trong hiệp một sau pha va chạm trực diện giữa thủ môn Iran Alireza Beiranvand và hậu vệ Majid Hosseini. Pha va chạm này khiến Beiranvand phải rời sân và được thay bởi Hossein Hosseini vài phút sau đó. Tuyển Anh ghi ba bàn trong hiệp một: Jude Bellingham mở tỷ số cho đội tuyển Anh ở phút 35, Bukayo Saka ghi bàn ở phút 43 và Raheem Sterling ghi bàn ở phút bù giờ đầu tiên của hiệp 1.
Trong hiệp hai, Saka lập cú đúp ở phút 62, trước khi Mehdi Taremi của Iran ghi bàn rút ngắn tỷ số. Đây là cú sút trúng đích đầu tiên của Iran  trong trận đấu này. Hậu vệ người Anh Harry Maguire cũng bị chấn thương ở đầu và phải rời sân sau đó. Tiền đạo Marcus Rashford, người được tung vào sân ở phút 70, đã ghi bàn thắng thứ năm cho đội tuyển Anh ngay sau đó 1 phút. Jack Grealish ghi bàn thứ 6 cho tuyển Anh trước khi Taremi hoàn thành quả 11m của Iran. Tuy Taremi thực hiện thành công quả đá phạt đền, nhưng trận thua 6–2 là thất bại đậm nhất của Iran trong các trận đấu của đội bóng này tại các kỳ World Cup. Trước đó, trận thua đậm nhất của Iran là trận thua 1–4 trước Peru tại World Cup 1978.

| Anh                                                                             | 6–2      | Iran                         |
| ------------------------------------------------------------------------------- | -------- | ---------------------------- |
| - Bellingham 35' - Saka 43', 62' - Sterling 45+1' - Rashford 71' - Grealish 90' | Chi tiết | - Taremi 65', 90+13' (ph.đ.) |

| Anh | Iran |

| GK               | 1  | Jordan Pickford     |  |     |
| RB               | 12 | Kieran Trippier     |  |     |
| CB               | 5  | John Stones         |  |     |
| CB               | 6  | Harry Maguire 70'   |  |     |
| LB               | 3  | Luke Shaw           |  |     |
| CM               | 4  | Declan Rice         |  |     |
| CM               | 22 | Jude Bellingham     |  |     |
| RW               | 17 | Bukayo Saka 70'     |  |     |
| AM               | 19 | Mason Mount 70'     |  |     |
| LW               | 10 | Raheem Sterling 70' |  |     |
| CF               | 9  | Harry Kane (c) 75'  |  |     |
| Thay người:      |    |                     |  |     |
| HV               | 15 | Eric Dier           |  | 70' |
| TĐ               | 11 | Marcus Rashford     |  | 70' |
| TV               | 20 | Phil Foden          |  | 70' |
| TĐ               | 7  | Jack Grealish       |  | 70' |
| TĐ               | 24 | Callum Wilson       |  | 75' |
| Huấn luyện viên: |    |                     |  |     |
| Gareth Southgate |    |                     |  |     |

| GK               | 1  | Alireza Beiranvand     |     | 20' |
| RB               | 2  | Sadegh Moharrami       |     |     |
| CB               | 15 | Rouzbeh Cheshmi        |     | 46' |
| CB               | 19 | Majid Hosseini         |     |     |
| LB               | 5  | Milad Mohammadi        |     | 63' |
| CM               | 21 | Ahmad Nourollahi       |     | 77' |
| CM               | 3  | Ehsan Hajsafi (c)      |     |     |
| CM               | 18 | Ali Karimi             |     | 46' |
| RF               | 7  | Alireza Jahanbakhsh    | 25' | 46' |
| CF               | 9  | Mehdi Taremi           |     |     |
| LF               | 8  | Morteza Pouraliganji   | 48' |     |
| Thay người:      |    |                        |     |     |
| GK               | 24 | Hossein Hosseini       |     | 20' |
| MF               | 6  | Saeid Ezatolahi        |     | 46' |
| DF               | 13 | Hossein Kanaanizadegan |     | 46' |
| MF               | 17 | Ali Gholizadeh         |     | 46' |
| MF               | 16 | Mehdi Torabi           |     | 63' |
| FW               | 20 | Sardar Azmoun          |     | 77' |
| Huấn luyện viên: |    |                        |     |     |
| Carlos Queiroz   |    |                        |     |     |

| Cầu thủ xuất sắc nhất trận đấu: Bukayo Saka (Anh) Trợ lý trọng tài: Rodrigo Figueiredo (Brasil) Danilo Simon Manis (Brasil) Trọng tài thứ tư: Kevin Ortega (Peru) Trợ lý trọng tài dự bị: Michael Orué (Peru) Trợ lý trọng tài video: Leodán González (Uruguay) Phó trợ lý trọng tài video: Julio Bascuñán (Chile) Trợ lý trọng tài video bắt việt vị: Martín Soppi (Uruguay) Hỗ trợ trợ lý trọng tài video: Juan Martínez Munuera (Tây Ban Nha) Quan sát viên trợ lý trọng tài video: Juan Pablo Belatti (Argentina) |

### Hoa Kỳ vs Wales
Hai đội từng gặp nhau hai lần trong các trận đấu giao hữu, Hoa Kỳ thắng 2–0 vào năm 2003, và hòa 0–0 vào năm 2020.
Hoa Kỳ ghi bàn mở tỷ số ở phút thứ 32 khi Tim Weah ghi bàn sau đường chuyền vượt tuyến của Christian Pulisic. Tuyển Hoa Kỳ đã chơi lấn lướt Xứ Wales trong hiệp một, nhưng trong hiệp hai, Xứ Wales đã thi đấu lấn lướt hơn, đặc biệt là sau khi tung cầu thủ dự bị Kieffer Moore vào sân. Cuối hiệp hai, Gareth Bale bị Walker Zimmerman phạm lỗi trong vòng cấm địa và chính anh thực hiện quả phạt đền thành công để gỡ hoà cho xứ Wales. 

| Hoa Kỳ   | 1–1      | Wales            |
| -------- | -------- | ---------------- |
| Weah 36' | Chi tiết | Bale 81' (ph.đ.) |

| United States | Wales |

| GK               | 1  | Matt Turner       |        |     |
| RB               | 2  | Sergiño Dest      | 11'    | 74' |
| CB               | 3  | Walker Zimmerman  |        |     |
| CB               | 13 | Tim Ream          | 51'    |     |
| LB               | 5  | Antonee Robinson  |        |     |
| CM               | 6  | Yunus Musah       |        | 74' |
| CM               | 4  | Tyler Adams (c)   |        |     |
| CM               | 8  | Weston McKennie   | 13'    | 66' |
| RF               | 21 | Timothy Weah      |        | 88' |
| CF               | 24 | Josh Sargent      |        | 74' |
| LF               | 10 | Christian Pulisic |        |     |
| Thay người:      |    |                   |        |     |
| FW               | 11 | Brenden Aaronson  |        | 66' |
| FW               | 19 | Haji Wright       |        | 74' |
| DF               | 22 | DeAndre Yedlin    |        | 74' |
| MF               | 23 | Kellyn Acosta     | 90+10' | 74' |
| FW               | 16 | Jordan Morris     |        | 88' |
| Huấn luyện viên: |    |                   |        |     |
| Gregg Berhalter  |    |                   |        |     |

| GK               | 1  | Wayne Hennessey |       |       |
| CB               | 5  | Chris Mepham    | 45+2' |       |
| CB               | 6  | Joe Rodon       |       |       |
| CB               | 4  | Ben Davies      |       |       |
| DM               | 10 | Aaron Ramsey    |       |       |
| CM               | 15 | Ethan Ampadu    |       | 90+5' |
| CM               | 8  | Harry Wilson    |       | 90+3' |
| RW               | 14 | Connor Roberts  |       |       |
| LW               | 3  | Neco Williams   |       | 79'   |
| CF               | 11 | Gareth Bale (c) | 40'   |       |
| CF               | 20 | Daniel James    |       | 46'   |
| Thay người:      |    |                 |       |       |
| FW               | 13 | Kieffer Moore   |       | 46'   |
| FW               | 9  | Brennan Johnson |       | 79'   |
| MF               | 22 | Sorba Thomas    |       | 90+3' |
| MF               | 16 | Joe Morrell     |       | 90+5' |
| Huấn luyện viên: |    |                 |       |       |
| Rob Page         |    |                 |       |       |

| Cầu thủ xuất sắc nhất trận đấu: Gareth Bale (Wales) Trợ lý trọng tài: Taleb Al-Marri (Qatar) Saud Al-Maqaleh (Qatar) Trọng tài thứ tư: Mã Ninh (Trung Quốc) Trợ lý trọng tài dự bị: Tào Ý (Trung Quốc) Trợ lý trọng tài video: Abdulla Al-Marri (Qatar) Phó trợ lý trọng tài video: Rédouane Jiyed (Maroc) Trợ lý trọng tài video bắt việt vị: Mokrane Gourari (Algeria) Hỗ trợ trợ lý trọng tài video: Adil Zourak (Maroc) Quan sát viên trợ lý trọng tài video: Elvis Noupue (Cameroon) |

### Wales vs Iran
Hai đội từng gặp nhau một lần trong một trận giao hữu, Wales thắng 1–0 vào năm 1978.
Trong hiệp một, Iran có bàn thắng do công của Ali Gholizadeh nhưng công nghệ VAR không công nhận bàn thắng vì lỗi việt vị. Đầu hiệp hai, Iran liên tiếp có hai pha dứt điểm trúng cột dọc.
Ở phút thứ 86, thủ môn Xứ Wales Wayne Hennessey ban đầu chỉ phải nhận thẻ vàng vì phạm lỗi ngoài vòng cấm. Tuy nhiên, khi trọng tài xem xét tình huống bằng công nghệ VAR, Hennessey đã bị truất quyền thi đấu. Cầu thủ vào thay người Iran Rouzbeh Cheshmi đã ghi bàn thắng đầu tiên ở phút bù giờ thứ tám, trước khi Ramin Rezaeian ấn định tỷ số 2–0 cho Iran ba phút sau đó. Đây là chiến thắng đầu tiên của Iran trước một đội châu Âu tại World Cup. Bàn thắng của Cheshmi là bàn thắng ấn định tỷ số muộn nhất trong lịch sử World Cup (không tính hiệp phụ) kể từ World Cup 1966 ở Anh, khi thời gian ghi bàn lần đầu tiên được tính. 

| Wales | 0–2      | Iran                              |
| ----- | -------- | --------------------------------- |
|       | Chi tiết | - Cheshmi 90+8' - Rezaeian 90+11' |

| GK               | 1  | Wayne Hennessey | 86'   |     |
| CB               | 5  | Chris Mepham    |       |     |
| CB               | 6  | Joe Rodon       | 45+3' |     |
| CB               | 4  | Ben Davies      |       |     |
| DM               | 15 | Ethan Ampadu    |       | 77' |
| CM               | 10 | Aaron Ramsey    |       | 87' |
| CM               | 8  | Harry Wilson    |       | 57' |
| RW               | 14 | Connor Roberts  |       | 57' |
| LW               | 3  | Neco Williams   |       |     |
| CF               | 11 | Gareth Bale (c) |       |     |
| CF               | 13 | Kieffer Moore   |       |     |
| Thay người:      |    |                 |       |     |
| FW               | 9  | Brennan Johnson |       | 57' |
| FW               | 20 | Daniel James    |       | 57' |
| MF               | 7  | Joe Allen       |       | 77' |
| GK               | 12 | Danny Ward      |       | 87' |
| Huấn luyện viên: |    |                 |       |     |
| Rob Page         |    |                 |       |     |

| GK               | 24 | Hossein Hosseini     |       |     |
| RB               | 23 | Ramin Rezaeian       | 90+5' |     |
| CB               | 8  | Morteza Pouraliganji |       |     |
| CB               | 19 | Majid Hosseini       |       |     |
| LB               | 5  | Milad Mohammadi      |       |     |
| RM               | 17 | Ali Gholizadeh       |       | 77' |
| CM               | 21 | Ahmad Nourollahi     |       | 77' |
| CM               | 6  | Saeid Ezatolahi      |       | 83' |
| LM               | 3  | Ehsan Hajsafi (c)    |       | 77' |
| CF               | 20 | Sardar Azmoun        |       | 68' |
| CF               | 9  | Mehdi Taremi         |       |     |
| Thay người:      |    |                      |       |     |
| FW               | 10 | Karim Ansarifard     |       | 68' |
| MF               | 16 | Mehdi Torabi         |       | 77' |
| MF               | 7  | Alireza Jahanbakhsh  | 90+5' | 77' |
| DF               | 15 | Rouzbeh Cheshmi      |       | 77' |
| MF               | 18 | Ali Karimi           |       | 83' |
| Huấn luyện viên: |    |                      |       |     |
| Carlos Queiroz   |    |                      |       |     |

### Anh vs Hoa Kỳ
Hai đội từng gặp nhau hai lần tại đấu trường World Cup, Hoa Kỳ thắng 1–0 vào năm 1950 và hòa 1–1 vào năm 2010. Lần gần nhất 2 đội gặp nhau là vào năm 2018 trong một trận giao hữu, Anh thắng 3–0.
Đội hình của tuyển Anh không thay đổi so với trận đấu gặp Iran, trong khi Hoa Kỳ thay Josh Sargent bằng Haji Wright trên hàng công. Harry Kane đã có một cú sút trong vòng cấm ở phút thứ 9 trước khi Weston McKennie thực hiện một cú sút hụt trong vòng 6m50 và Pulisic sút chạm xà ngang ở phút 32. Trận đấu chỉ có rất ít cơ hội, với chỉ bốn cú sút trúng đích giữa hai đội. 

| Anh | 0–0      | Hoa Kỳ |
| --- | -------- | ------ |
|     | Chi tiết |        |

### Wales vs Anh
Hai đội gặp nhau 103 lần trong lịch sử, lần cuối cùng vào năm 2020 khi Anh giành chiến thắng 3–0. Hai đội từng gặp nhau tại EURO 2016, Anh thắng 2–1. Hai đội từng gặp nhau tại các vòng loại World Cup, vào các năm 1950, 1954, 1974, 2006.
Marcus Rashford có cơ hội trong hiệp một, nhưng cú sút hỏng của anh đã bị thủ môn xứ Wales Danny Ward cản phá. Hiệp một kết thúc mà không có bàn thắng, tuy nhiên, Rashford đã thực hiện thành công quả đá phạt trực tiếp ở phút 51 để đưa Anh vượt lên dẫn trước. Ngay sau đó, Rashford giành được bóng trong hàng thủ xứ Wales và chuyền cho Harry Kane, rồi chuyền cho Phil Foden ghi bàn ngay sát cột dọc. Rashford có bàn thắng thứ hai trong trận ở phút 68 với một cú sút cận thành đưa bóng đi qua hai chân thủ môn. Chiến thắng là đủ để Anh đứng đầu bảng, trong khi Xứ Wales xếp cuối bảng với chỉ một điểm. 

| Wales | 0–3      | Anh                             |
| ----- | -------- | ------------------------------- |
|       | Chi tiết | - Rashford 50', 68' - Foden 51' |

### Iran vs Hoa Kỳ
Hai đội từng gặp nhau hai lần, trong đó có một lần tại đấu trường World Cup, Iran thắng 2–1, còn lại là một trận giao hữu, hai đội hòa nhau 0–0.
Hoa Kỳ buộc phải giành chiến thắng để vào vòng 16 đội, trong khi Iran chỉ cần một trận hòa với điều kiện Xứ Wales không thắng Anh. Pulisic đã ghi bàn thắng duy nhất của trận đấu cho Hoa Kỳ ở phút thứ 38, nhưng anh bị chấn thương sau đó. Hoa Kỳ vượt qua vòng bảng để gặp Hà Lan ở vòng 16 đội, trong khi Anh gặp Senegal .

| Iran | 0–1      | Hoa Kỳ        |
| ---- | -------- | ------------- |
|      | Chi tiết | - Pulisic 38' |

## Kỷ luật của bảng đấu
Điểm kỷ luật sẽ được sử dụng làm điểm hòa nếu thành tích chung cuộc và thành tích đối đầu của các đội bằng nhau. Số thẻ này được tính dựa trên số thẻ vàng và thẻ đỏ nhận được trong tất cả các trận đấu vòng bảng như sau:
- thẻ vàng thứ nhất: trừ 1 điểm;
- thẻ đỏ gián tiếp (thẻ vàng thứ hai): trừ 3 điểm;
- thẻ đỏ trực tiếp: trừ 4 điểm;
- thẻ vàng và thẻ đỏ trực tiếp: trừ 5 điểm;

Chỉ một trong số các khoản khấu trừ trên có thể được áp dụng cho một người chơi trong một trận đấu duy nhất.
| Team   | Trận 1   | Trận 1                                    | Trận 1 | Trận 1            | Trận 2   | Trận 2                                    | Trận 2 | Trận 2            | Trận 3   | Trận 3                                    | Trận 3 | Trận 3            | Điểm |
| Team   | Thẻ vàng | Thẻ vàng · Thẻ vàng-đỏ (thẻ đỏ gián tiếp) | Thẻ đỏ | Thẻ vàng · Thẻ đỏ | Thẻ vàng | Thẻ vàng · Thẻ vàng-đỏ (thẻ đỏ gián tiếp) | Thẻ đỏ | Thẻ vàng · Thẻ đỏ | Thẻ vàng | Thẻ vàng · Thẻ vàng-đỏ (thẻ đỏ gián tiếp) | Thẻ đỏ | Thẻ vàng · Thẻ đỏ | Điểm |
| ------ | -------- | ----------------------------------------- | ------ | ----------------- | -------- | ----------------------------------------- | ------ | ----------------- | -------- | ----------------------------------------- | ------ | ----------------- | ---- |
| Anh    |          |                                           |        |                   |          |                                           |        |                   |          |                                           |        |                   | 0    |
| Hoa Kỳ | 4        |                                           |        |                   |          |                                           |        |                   | 1        |                                           |        |                   | −5   |
| Iran   | 2        |                                           |        |                   | 2        |                                           |        |                   | 3        |                                           |        |                   | −7   |
| Wales  | 2        |                                           |        |                   | 1        |                                           | 1      |                   | 2        |                                           |        |                   | −9   |